# Dorfkirche Skassa

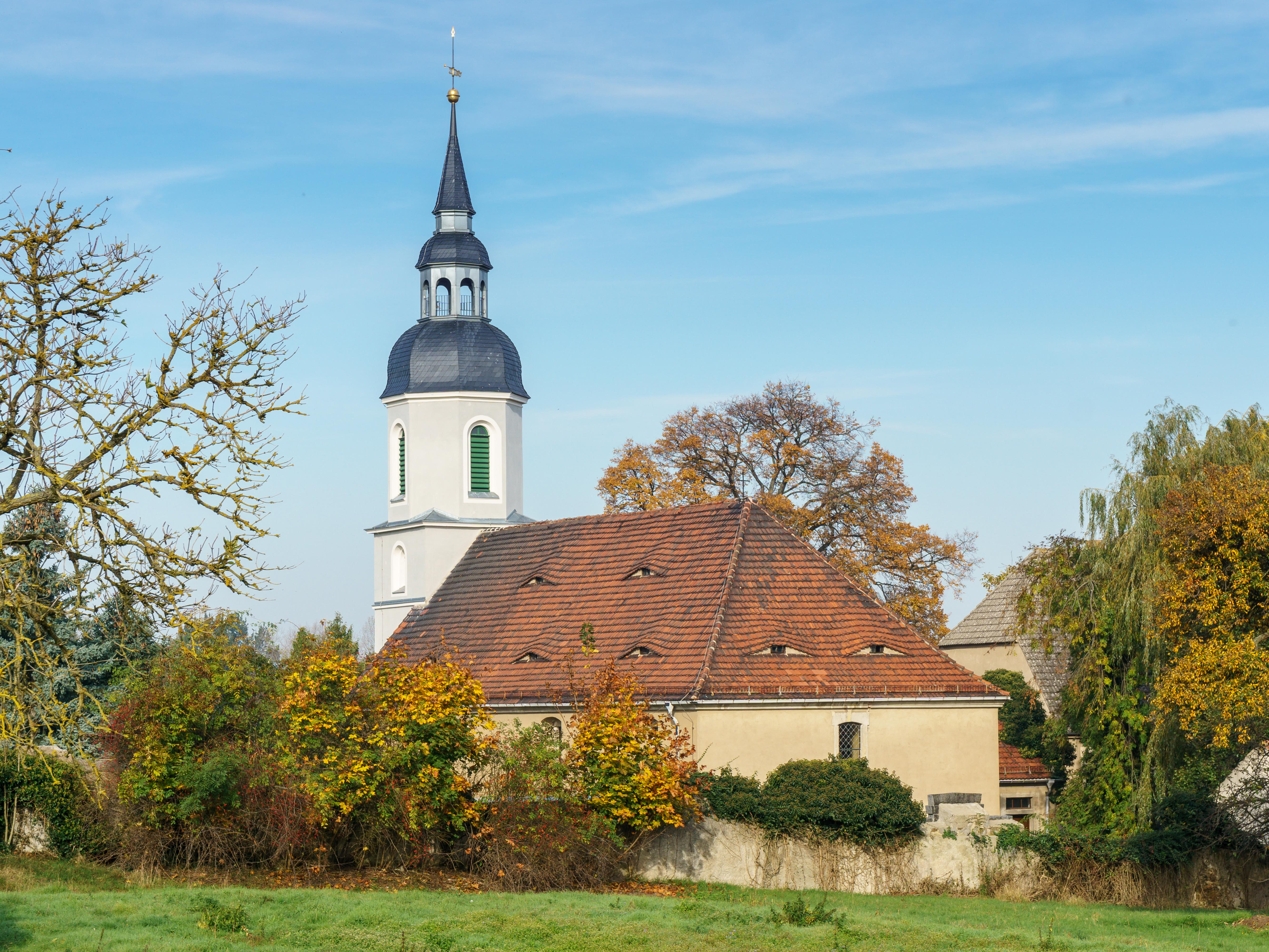
Dorfkirche Skassa

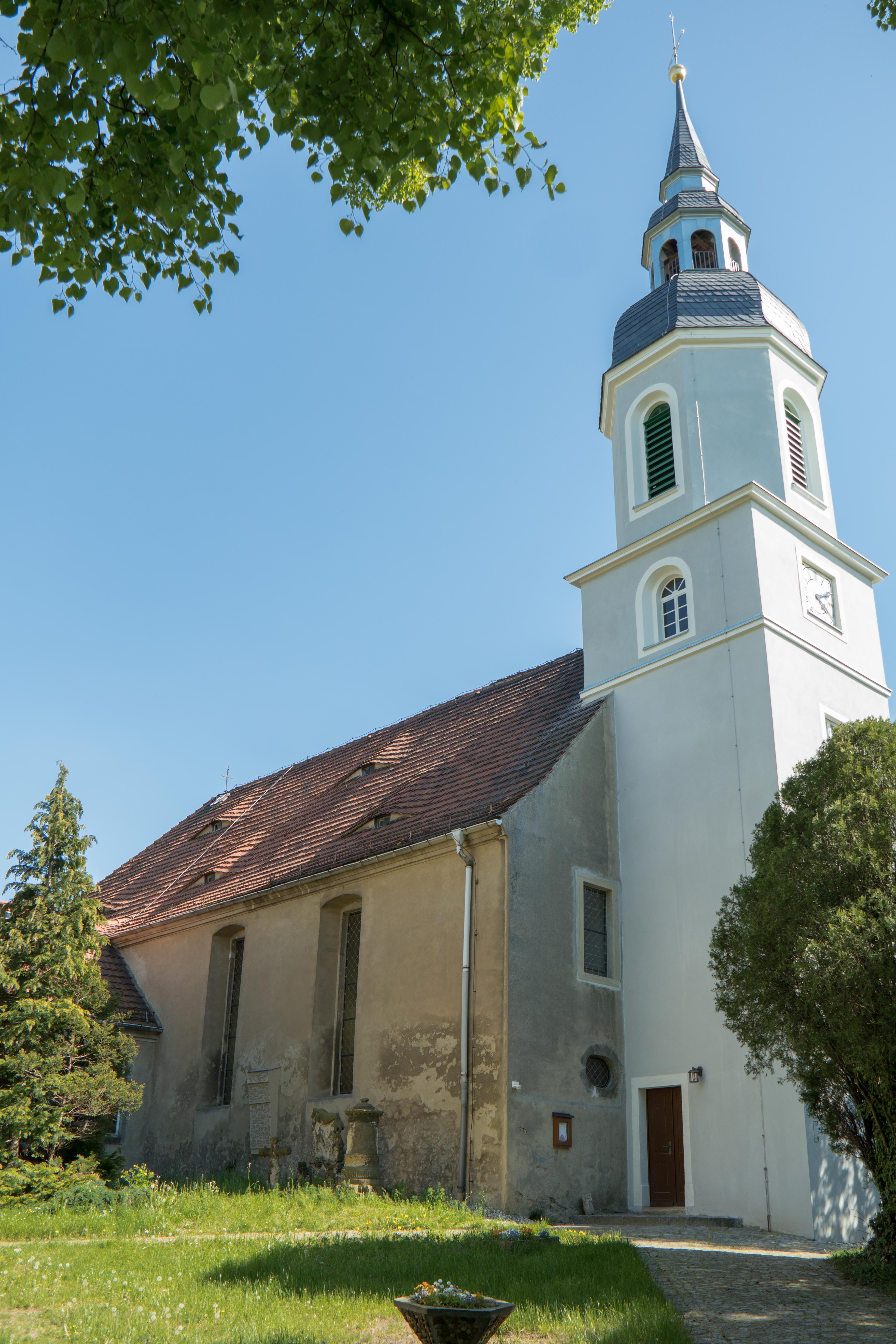
Turm

Die evangelische Dorfkirche Skassa ist eine barocke Saalkirche im Ortsteil Skassa von Großenhain im Landkreis Meißen in Sachsen. Sie gehört zur Kirchengemeinde Skassa-Strießen im Kirchspiel Großenhainer Land der Evangelisch-Lutherischen Landeskirche Sachsens.

## Geschichte und Architektur
Das an einer Straße gelegene Bauwerk zeigt das Bild einer typischen Patronatskirche. Es wurde in den Jahren 1756–1758 errichtet. Das Äußere ist schlicht. Im Osten endet das Bauwerk in einem geraden Ostabschluss mit abgewalmtem Satteldach. Der Westturm wurde erst 1856 vollendet. An der Nordseite findet sich ein Anbau mit Familiengruft. In den Jahren 1958–1966 wurde die Kirche im Äußeren erneuert. Eine erneute Renovierung des Äußeren erfolgte in den Jahren 2018/2019, wobei das Dach neu gedeckt wurde.
Das Innere bietet zusammen mit der originalen Ausstattung ein harmonisches Bild. Die flache Decke des Emporensaales wird von zarten Stuckprofilen gegliedert. An der Ostseite ist durch eine Wand zu beiden Seiten des Altars die Sakristei abgetrennt. Im Anbau an der Nordseite befinden sich die herrschaftliche Betstube und ein Vorraum. Die Betstube wird vom Saal durch einen Logenprospekt mit vier rundbogigen Fenstern abgetrennt. Darüber sind ornamentale Stuckbekrönungen zu finden. Seitlich sind große Voluten angeordnet, die Netzwerk umfangen, mit einer Vase darüber.

## Ausstattung
Das Hauptstück der Ausstattung bildet ein Portikus-Kanzelaltar von Christian Wilhelm Mieth aus Großenhain, der aus Cottaer Sandstein gefertigt wurde. Die Kanzel, die von einer vorkragenden Muschel getragen wird, ist von gewundenen Säulen flankiert. Darüber sind Gebälkstücke, aufspringende Voluten und jeweils ein Putto angeordnet. Unter dem Kanzelkorb ist in der Predella mit einem vergoldeten Relief das Abendmahl in einer detailliert wiedergegebenen Architektur dargestellt.

## Orgel
Die Orgel ist ein Werk von Johann Christian Pfennig aus dem Jahr 1758 mit elf Registern auf zwei Manualen und Pedal. Der geschweifte Prospekt ist an den Seitenteilen mit Voluten abgeschlossen. 1818 wurde das Instrument durch Johann Georg Friedlieb Zöllner umgebaut, wobei die ursprünglich pedallose Orgel ein Pedalwerk mit zwei Registern erhielt. 1917 mussten die Zinnpfeifen des Prospekts für Kriegszwecke abgegeben werden, sie wurden zu einem unbekannten Zeitpunkt durch einen Zinkprospekt ersetzt. 1954 wurden Reparaturen durch Jehmlich Orgelbau Dresden durchgeführt. Die Disposition lautet:
| Manual CD–c3   |        |
| Flauto major   | 8′     |
| Flauto travers | 8′     |
| Principal      | 4′     |
| Flauta minor   | 4′     |
| Quinta         | 3′     |
| Octava         | 2′     |
| Tertia         | 1 3⁄5′ |
| Decima         | 1′     |
| Cornet II      |        |

| Pedal CD–c1   |     |
| Subbass       | 16′ |
| Principalbass | 8′  |

## Geläut
Das Geläut besteht aus zwei Bronzeglocken und drei Eisenhartgussglocken, der Glockenstuhl ist aus Stahl und die Glockenjoche sind aus Stahlguss gefertigt.
Im Folgenden eine Datenübersicht des Geläutes:
| Nr. | Gussdatum | Gießer                        | Material      | Durchmesser | Masse  | Schlagton |
| --- | --------- | ----------------------------- | ------------- | ----------- | ------ | --------- |
| 1   | 1917      | Glockengießerei Ulrich&Weule  | Eisenhartguss | 1065 mm     | 520 kg | c″        |
| 2   | 1917      | Glockengießerei Ulrich&Weule  | Eisenhartguss | 840 mm      | 265 kg | es″       |
| 3   | 1917      | Glockengießerei Ulrich&Weule  | Eisenhartguss | 680 mm      | 145 kg | g″        |
| 4   | 1801      | Glockengießerei H.A. Weinhold | Bronze        | 470 mm      | 45 kg  | c′        |
| 5   | 1799      | Glockengießerei H.A. Weinhold | Bronze        | 370 mm      | 30 kg  | f′        |